# 4e brigade d'artillerie de campagne royale bavaroise

La 4e brigade d'artillerie de campagne bavaroise est une division de l'armée bavaroise, basée à Wurtzbourg.

## Histoire
La brigade est créée le 1er octobre 1901 en renommant la 2e brigade d'artillerie de campagne bavaroise (de). Elle faisait partie de la 4e division d'infanterie et était basée à Nuremberg.
Au début de la Première Guerre mondiale, elle appartient à la 6e armée, sur le front occidental.
Le 22 février 1917, par ordonnance du ministère de la Guerre (de), elle est placée sous l'autorité du 4e Artilleriekommandeur (de).
Après la fin de la guerre, elle revient en Allemagne en décembre 1918, est démobilisée puis dissoute le 16 décembre 1918.

## Composition
Au début de la Première Guerre mondiale, la brigade est subordonnée aux unités suivantes :
- 2e régiment d'artillerie de campagne royal bavarois « Horn » (de) (Wurtzbourg)
- 11e régiment d'artillerie de campagne royal bavarois (Wurtzbourg)

## Commandement
| Grade               | Nom                             | Date                              |
| ------------------- | ------------------------------- | --------------------------------- |
| Generalmajor        | Arthur Straßner (de)            | 13 septembre 1901 au 9 avril 1905 |
| Generalmajor        | Wilhelm Görtz                   | 10 avril 1905 au 15 juillet 1907  |
| Oberst/Generalmajor | Ferdinand Habersack (de)        | 16 juillet 1907 au 24 mai 1911    |
| Oberst              | Konrad Krafft von Dellmensingen | 25 mai 1911 au 21 avril 1912      |
| Oberst/Generalmajor | Hermann von Burkhardt (de)      | 22 avril 1912 au 22 avril 1916    |
| Generalmajor        | Walter Kollmann                 | 23 avril 1916 à décembre 1918     |